# Пирокластический поток

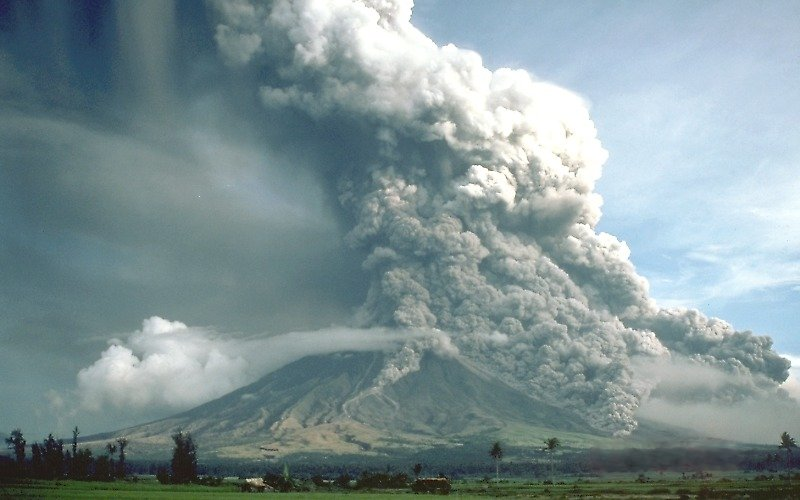
Пирокластический поток во время извержения вулкана Майон (Филиппины) в 1984 году

Пирокласти́ческий пото́к — смесь высокотемпературных вулканических газов, пепла и обломков пород, образующаяся при извержении вулкана. Скорость потока иногда достигает 700 км/ч, а температура газа — 100—800 °C. Характерен для пелейского (по названию вулкана Мон-Пеле) и плинианского типов извержений.
Существует обоснованное мнение, что именно пирокластический поток был основной причиной гибели людей в Геркулануме, Помпеях и, вероятно, в Стабиях во время извержения Везувия в 79 году (оно было подтверждено археологическими раскопками). Имеются данные о пирокластическом потоке во время извержения вулкана Кракатау в 1883 году. Также от пирокластического потока погибли жители города Сен-Пьер (Мартиника) во время извержения вулкана Мон-Пеле в 1902 году.
Пирокластические потоки могут преодолевать водные преграды. Тяжёлая масса пепла уходит под воду, но лёгкая часть с газом продолжает двигаться над водой. При соприкосновении с водой поток теряет свою мощь и температуру, но также представляет опасность и сильно ускоряется. После такого путешествия поток может опять двигаться по земле и фактически подняться выше уровня моря.

## Происхождение термина
Слово пирокластический происходит от греческого πῦρ (огонь) и κλαστός (обломок). Изначально, после извержения Мон-Пеле, также использовался французский термин nuée ardente (горящее облако).
Также называется пирокластическим облаком или палящей тучей.

## Причины возникновения
Существует несколько причин возникновения пирокластических потоков:
- Обрушение эруптивной колонны или лавового фонтана при резком падении тяги над кратером или давления в жерле вулкана. Типичный пример — извержение Везувия в 79 году.
- Обрушение вершины стратовулкана или вулканического купола. Приводит также к образованию кальдеры.
- Вспенивание магмы при дегазации у выхода из жерла вулкана (как в случае с Мон-Пеле).
- Направленный взрыв, уничтожающий часть вулканической постройки. Так произошло с Сент-Хеленс в 1980 году.